# National Union of Tunisian Women
National Union of Tunisian Women (UNFT) (Franska: Union Nationale des Femmes Tunisiennes), är en förening för kvinnors rättigheter i Tunisien, grundad 1956.
När Tunisien blev självständigt 1956 i genomfördes ett radikalt reformprogram för att bättra kvinnors ställning i form av president Bourguibas Code of Personal Statue (CSP), som ersatte sharialagstaftningen med en sekulär familjelag. Det muslimska prästerskapet Ulema motsatte sig lagen vid första försöket 13 augusti 1956, men hade svag ställning på grund av sitt stöd till Frankrike, och tvingades slutligen acceptera den 1 januari 1957. 
Denna lag höjde äktenskapsåldern, avskaffade arrangerade äktenskap och polygami och införde lika rätt till skilsmässa, och grundades på individuella rättigheter snarare än på familjekollektivet. Tunisien var det första arablandet i Mellanöstern att ha infört en sekulär familjelag, och blev 1957 därmed det mest jämställda landet i Mellanöstern med undantag för Turkiet. 1958 infördes dessutom ett sekulärt skolsystem. 
Presidenten avvisade dessutom användandet av slöjor, och i en offentlig ceremoni 1956 avlägsnade han försiktigt slöjan från en kvinnliga politisk anhängares huvud för att symbolisera kvinnans frigörelse.
Bourguiba lät grunda en statlig kvinnoförening genom att upplösa Tunisian Union of Muslim Women (UMFT) och Union of Tunisian Women (UFT) och ersätta den med National Union of Tunisian Women (UNFT, Union Nationale des Femmes Tunisiennes) under Radhia Haddad, vars uppgift blev att samordna och representera kvinnors intressen och informera om den sekulära lagen.